# Frédéric François-Marsal

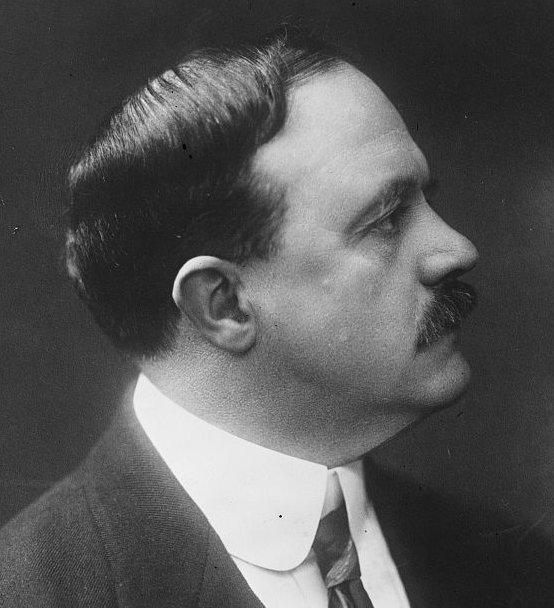
Frédéric François-Marsal

Frédéric François-Marsal, född 16 mars 1874 i Paris, död 20 maj 1958, var en fransk politiker och finansman.
François-Marsal var ursprungligen officer, men lämnade armén för att ägna sig åt bankverksamhet. Under fredsförhandlingarna 1918-19 användes han som finansexpert, blev senator 1919 och var finansminister i Alexandre Millerand och Georges Leygues regeringar 1920-21 samt under Raymond Poincaré 1924. När efter majvalen 1924 vänsterblocket tvingade Millerand att avgå som republikens president och Théodore Steeg vägrat bilda ministär, hade François-Marsal modet att göra detta och inför kammaren uppläsa Millerands budskap.